# Kolkový zákon (1765)
Kolkový zákon z roku 1765 byl zákon, kterým parlament Spojeného království uvalil daň na britské kolonie v Americe. Zákon požadoval, aby mnohé tištěné dokumenty byly vybaveny kolkem. Důvodem vyhlášení tohoto zákona byla podpora financování trvalého vojenského kontingentu umístěného v severní Americe po sedmileté válce. Britská vláda se domnívala, že obyvatelé kolonií v Americe by se měli alespoň částečně podílet na jeho financování, protože těží z jeho přítomnosti.
Tento zákon se setkal v amerických koloniích s velkým odporem, protože byl chápán jako porušení práva anglických občanů, být zatížen daní pouze se souhlasem občana prostřednictvím svých zastupitelů. Tento souhlas byli podle jejich mínění oprávněni vydat pouze jejich koloniální zákonodárci. Koloniální zastupitelé zaslali mnoho protestních peticí a tato akce byla první společnou akcí kolonií proti britskému parlamentu a králi. Místní skupiny vedené obchodníky a majiteli půdy vytvořily spojenectví udržované prostřednictvím korespondence mezi oblastmi Nové Anglie a Georgie. Protestní shromáždění a demonstrace se často zvrhly v násilné akce a ničení. Výběrčí této daně byli nuceni velmi brzy rezignovat na její výběr.
Odpor proti této dani se neomezil pouze na obyvatele kolonií. Britští obchodníci, jejichž obchod s koloniemi klesal vlivem ekonomických problémů v koloniích, také prosazovali v parlamentu zrušení této daně. Zákon byl odvolán 18. března 1766, ale parlament potvrdil své právo vydávat zákony s působností v koloniích vydáním dalšího zákona Declaratory Act. Tento akt podnítil nespokojenost v koloniích a podpořil hnutí, které vyústilo v Americkou válku za nezávislost.